# Frottiergewebe

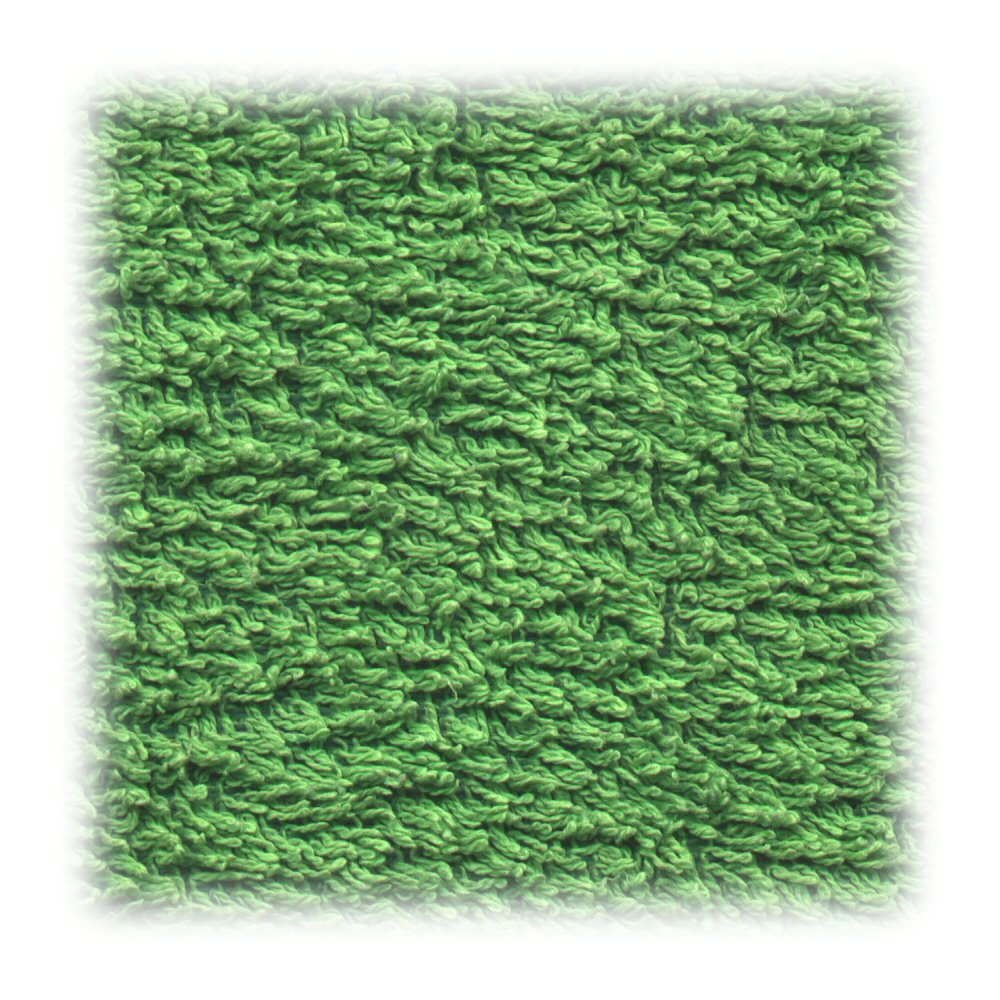
Frottier

Frottiergewebe oder kurz Frottier, abgeleitet aus dem französischen Wort „frotter“ und bezieht sich auf die reibende Wirkung des Gewebes, ist ein Polstoff, der auf einer oder beiden Warenseiten Garnschlingen aufweist, die aus einem Grundgewebe hervorstehen. Frottier wird auch als Schubnoppenpolgewebe bezeichnet.
Das Gewebe besteht aus drei Fadensystemen: einer straff gespannten Grundkette, einer losen Schlingenkette (Polkette) und dem Schuss. Frottiergewebe werden auf speziellen Webmaschinen mit Knicklade oder mit Gewebesteuerung hergestellt.
Es werden u. a. folgende Frottierwarenarten unterschieden:
- Zwirnfrottierwaren bestehen in Grund- und Schlingenkette aus Zwirnen. Die Polschlingen stehen aufrecht im Gewebe.[6] Ihr Griff wird als kräftig, kernig beschrieben.[5]
- Walkfrottierwaren haben Florketten aus einfädigen Garnen. Sie werden durch Kochen gekrumpft und laufen dadurch nicht weiter ein. Sie saugen die Feuchtigkeit besser auf als Zwirnfrottierstoffe. Der Griff ist weich und füllig.[7][5]

Frottiertücher sind mit Ausnahme besonders dunkler Töne kochecht gefärbt. Man soll sie nicht in Heißluft und/oder im Tumbler trocknen, da sie dadurch leicht hart werden, vorzeitig altern  und ihre Saugfähigkeit verlieren.
In der Regel werden Frottiergewebe für Handtücher, Bademäntel oder Bettwäsche verwendet.
Frottier ist nicht identisch mit dem Damenkleiderstoff Frottee, einem Gewebe aus Frotté-Zwirnen mit stumpfgriffiger, unebener Oberfläche.